# マックスとルビー
『マックスとルビー』(原題: Max & Ruby) は、ローズマリー・ウェルズの絵本を原作としたカナダとアメリカ合衆国のアニメ。カナダでは、2002年5月3日から2020年4月9日までツリーハウスTVで放送された。アメリカでは2002年10月21日からニコロデオンの放送枠ニック・ジュニアで放送された。日本ではYoutubeの公式チャンネル「Treehouse Direct 日本語版」で日本語字幕版が視聴できる（CC字幕で表示可能）。

## 登場人物

### メイン
マックス (Max Bunny)
主人公。3 1/2歳。ルビーの弟。
ルビー (Ruby Bunny)
主人公。7歳。マックスの姉。兄弟の中では冷静な心を持つ。「バニースカウト」の一員。
グランドマ (Grandma)
マックスとルビーの祖母。

### 仲間たち
ルイーズ (Louise)
ルビーの友達。
ヴァレリー (Valerie)
ルビーの友達。
マーサ (Martha)
ルビーの友達。
モリス (Morris)
マックスの友達、ルイーズのいとこ。
ロジャー・ピアザ (Roger Piazza)
ピアザさんの息子。マックスの親友。